# Walther Merk
Walther Merk (* 12. Oktober 1883 in Meersburg; † 6. Februar 1937 in Freiburg im Breisgau) war ein deutscher Jurist und Hochschullehrer.

## Akademische Karriere
Während seines Studiums wurde Merk Mitglied beim Verein Deutscher Studenten Freiburg. Nach dem Jurastudium in Freiburg, Berlin und Heidelberg wurde er 1913 in Freiburg promoviert. Zwei Jahre später habilitierte er sich, ebenfalls in Freiburg, für Deutsches Recht, Bürgerliches Recht und Verwaltungsrecht. 1919 wurde Merk zunächst außerordentlicher Professor in Straßburg (1918) und Freiburg (1919), schließlich noch im gleichen Jahr ordentlicher Professor in Rostock. 1920 wechselte er als ordentlicher Professor für Bürgerliches Recht nach Marburg, wo er von Oktober 1932 bis November 1933 Rektor der Universität war. 1936, ein Jahr vor seinem Tode, kehrte er als ordentlicher Professor nach Freiburg zurück.

## Politische Tätigkeit
Merk schloss sich bereits im Kaiserreich verschiedenen rechtsgerichteten Organisationen an. Er war u. a. Mitglied des Alldeutschen Verbandes und des Deutschen Ostmarkenvereins. Von 1919 bis 1933 gehörte er der Deutschnationalen Volkspartei (DNVP) an. 1917 folgte die Aufnahme in den Bund deutsch-völkischer Juristen. Merk wurde 1933 Mitglied des Bundes Nationalsozialistischer Juristen und förderndes Mitglied der SS, schloss sich aber nicht der NSDAP an. Im November 1933 unterzeichnete er das Bekenntnis der deutschen Professoren zu Adolf Hitler.
Merk vertrat zeitweilig ausgesprochen völkische Positionen. Michael Stolleis schreibt in Bezug auf die von Walther Merk (und Hans Gerber) bereits vor Hitlers Ernennung zum Reichskanzler eingenommene Position: „Andere […] entwarfen Zukunftsbilder […] eines germanischen Führerstaats mit volkstümlichem Recht und kraftvoller Führung“. Der Nationalsozialist Helmut Nicolai nannte in seinem Vortrag Rasse und Recht beim Juristentag 1933 Merks Vom Werden und Wesen des deutschen Rechts eine „ausgezeichnete Schrift“ und wies auch bereits in seiner rassengesetzlichen Rechtslehre auf Schriften Merks hin.
In der DDR wurden Merks Schriften Das Eigentum im Wandel der Zeiten (Beyer, Langensalza 1934) und Vom Werden und Wesen des deutschen Rechts (3. Auflage, Beyer, Langensalza 1935) auf die Liste der auszusondernden Literatur gesetzt.

## Familie
Walther Merk war ein Sohn des Kunstpädagogen Valentin Merk und der Lehrerin Theresia, geb. Moll (1856–1912). Sein Bruder war der Staats- und Verwaltungsrechtler Wilhelm Merk (1887–1970). 
Walther Merk heiratete 1920 Elisabeth Bappert in Freiburg, die 1923 starb. 1926 ehelichte er in Marburg Gertrud, geb. von Buengner (1895–1961), Fürsorgerin und Tochter des Chirurgen Otto von Buengner. Aus dieser Ehe gingen eine Tochter und ein Sohn, der evangelische Theologe Otto Merk, hervor.

## Schriften
- Vom Werden und Wesen des deutschen Rechts, Beyer: Langensalza, 1. Aufl.: 1925 (98 Seiten), 2. Aufl.: 1926 (104 Seiten); 3., neubearb. Auflage: 1935 (114 Seiten).
- Der germanische Staat, Beyer: Langensalza, 1927.
- (als Hg.), Festschrift, Alfred Schultze zum 70. Geburtstage dargebracht von Schülern, Fachgenossen und Freunden, Böhlau: Weimar, 1934.
- Der Gedanke des gemeinen Besten in der deutschen Staats- und Rechtsentwicklung, Böhlau: Weimar, 1934. Neudruck: Wissenschaftliche Buchgesellschaft: Darmstadt, 1968 (= Separatdruck aus der vorgenannten Festschrift).
- Deutsche Rechtserneuerung, in: Süddeutsche Monatshefte 31, 1934, 257–301.